# Trzebieradz
Trzebieradz [tʂɛˈbjɛrat͡s] (tiếng Đức: Knurrbusch)  là một ngôi làng thuộc khu hành chính của Gmina wierzno, thuộc hạt Kamień, West Pomeranian Voivodeship, ở phía tây bắc Ba Lan.
Trước năm 1637, khu vực này là một phần của Duchy of Pomerania. Đối với lịch sử của khu vực, xem Lịch sử của Pomerania.